# Кватания, Ладо Роландиевич
Ла́до Роландиевич Кватания (род. 22 июня 1987 года, Москва, СССР) — российский кинорежиссёр, сценарист и клипмейкер.

## Ранняя жизнь
Родился в 1987 году в Москве, где познакомились и жили его родители. Отец Ладо родом из Грузии, мать — из Украины. В детские годы проводил много времени у родственников в Грузии.
Увлёкся фильмами ещё в раннем детстве, тогда его любимым жанром был хоррор.
В 2009 году окончил актёрский факультет РАТИ-ГИТИС (мастерская А. В. Бородина), в 2013 году — курс сценарного мастерства Джона Труби, в 2014 году — сценарный курс Пола Брауна.

## Карьера
В юности подрабатывал грузчиком и продавцом кассет.
В 2008—2011 годах в качестве актёра снялся в нескольких фильмах, в том числе и в таких телесериалах, как «Золотые» и «След».
Широкую известность получил как кинорежиссёр и клипмейкер. Снял рекламу для таких брендов, как Adidas, Reebok, Yandex, PayPal, Google и Visa, музыкальные видео — для Ленинграда, Дельфина и Оксимирона. Для Хаски режиссёр снял клип «Иуда» (спустя полгода после публикации в Интернете его запретили к показу на территории РФ) и ряд других совместных работ, в числе которых — «Убей меня» в сотрудничестве с исполнителем Масло чёрного тмина и «Реванш» — саундтрек к фильму Кирилла Серебренникова «Петровы в гриппе». Выпустил клипы: «Разбуди район» рэпера Влади, «Love Song» бэнда Biting Elbows давнего друга Ильи Найшуллера, «Fata Morgana» Оксимирона и Markul, «387» Дельфина, «Золото» группы «Ленинград», «Мама» Манижи, «Почитай старших» Noize MC, «Без названия» Масло чёрного тмина и т. д.
Взаимодействует с компанией Hype Production. В коллаборации с Hype Кватания выпустил дебютный полнометражный фильм — криминальный триллер «Казнь», который вышел в российский прокат 21 апреля 2022 года. Картина получила две награды на кинофестивале в Реймсе (Франция), а также была показана в рамках фестивалей в США, Испании и Нидерландах.

## Личная жизнь
6 сентября 2022 года женился на певице Маниже. В июле 2023 года родилась дочь Оливия..

## Фильмография

### Кино
| 2022 | «Казнь» | зелёная ✓ | зелёная ✓ |

### Видеоклипы
| Год  | Исполнитель                 | Название        | Режиссёр  | Сценарист |
| ---- | --------------------------- | --------------- | --------- | --------- |
| 2015 | Влади                       | Разбуди район   | зелёная ✓ | зелёная ✓ |
| 2017 | Biting Elbows               | Love Song       | зелёная ✓ | зелёная ✓ |
| 2017 | Oxxxymiron и Markul         | Fata Morgana    | зелёная ✓ | зелёная ✓ |
| 2018 | Хаски                       | Иуда            | зелёная ✓ | зелёная ✓ |
| 2018 | Дельфин                     | 387             | зелёная ✓ | зелёная ✓ |
| 2018 | Ленинград                   | Золото          | зелёная ✓ | зелёная ✓ |
| 2019 | Манижа                      | Мама            | зелёная ✓ | зелёная ✓ |
| 2019 | Noize MC                    | Почитай старших | зелёная ✓ | зелёная ✓ |
| 2019 | Масло чёрного тмина и Хаски | Убей меня       | зелёная ✓ | зелёная ✓ |
| 2019 | Масло чёрного тмина         | Без названия    | зелёная ✓ | зелёная ✓ |
| 2021 | Хаски                       | Реванш          | зелёная ✓ | зелёная ✓ |
| 2022 | Монеточка                   | Гори            | зелёная ✓ | зелёная ✓ |
| 2023 | Mgzavrebi                   | Waltz           | зелёная ✓ | зелёная ✓ |
| 2024 | Manizha                     | Gun             | зелёная ✓ | зелёная ✓ |